# 甲烷鬃菌科
甲烷鬃菌科（学名：[Methanosaetaceae] 错误：{{Lang}}：文本有斜体标记（帮助））也称鬃毛甲烷菌科，为甲烷八叠球菌目的一个科。此科的模式属为鬃毛甲烷菌属(Methanosaeta)。

## 下级分类
本科包括以下属：
- 鬃毛甲烷菌属 Methanosaeta Patel and Sprott 1990，为Methanothrix Huser et al. 1983的异名
- 甲烷丝菌属 Methanothrix Huser et al. 1983